# 卢恰诺·斯皮诺西
卢恰诺·斯皮诺西（義大利語：Luciano Spinosi，1950年5月9日—），意大利男子足球运动员，场上位置是后卫。他曾代表意大利国家队参加1974年国际足联世界杯，结果止步小组赛。